# Waszki
Waszki – wieś w Polsce położona w województwie podlaskim, w powiecie kolneńskim, w gminie Kolno. Przez miejscowość przepływa rzeka Pisa.
Wierni kościoła rzymskokatolickiego należą do parafii Parafia Najświętszego Serca Jezusowego w Koźle.

## Historia
W Słowniku geograficznym Królestwa Polskiego i innych krajów słowiańskich możemy znaleźć informacje, które mówią nam m.in. „Waszki, wś nad rzeką Pisną, pow. kolneński, gm. Czerwone, par. Kolno, odl. 38 w. od Łomży. Mieszkają tu Kurpie". Niegdyś wieś Waszki była osadą młynarską zamieszkiwaną przez Kurpi. Słownik mówi nam także o tym, że wieś tę przed 1819 zamieszkiwali sami Waszkiewicze.
W czasach zaborów w granicach Imperium Rosyjskiego. W latach 1921–1939 wieś leżała w województwie białostockim, w powiecie kolneńskim, w gminie Czerwone.
Według Powszechnego Spisu Ludności z 1921 roku zamieszkiwało tu 217 osób, 209 było wyznania rzymskokatolickiego, 8 ewangelickiego. Jednocześnie wszyscy mieszkańcy zadeklarowali polską przynależność narodową. Było tu 40 budynków mieszkalnych. Miejscowość należała do parafii rzymskokatolickiej w Kolnie. Podlegała pod Sąd Grodzki w Kolnie i Okręgowy w Łomży; właściwy urząd pocztowy mieścił się w Kolnie.
W wyniku napaści ZSRR na Polskę we wrześniu 1939 miejscowość znalazła się pod okupacją sowiecką. 2 listopada została włączona do Białoruskiej SRR. 4 grudnia 1939 włączona do nowo utworzonego obwodu białostockiego. Od czerwca 1941 roku pod okupacją niemiecką. 22 lipca 1941 r. włączona w skład okręgu białostockiego III Rzeszy.
W latach 1975–1998 miejscowość administracyjnie należała do województwa łomżyńskiego.